# Borgerskapets änkhus församling
Borgerskapets änkhus församling var en församling i nuvarande i Stockholms stift i nuvarande Stockholms kommun. Församlingen uppgick 1889 i Adolf Fredriks församling.

## Administrativ historik
Församlingen bildades 1724 genom utbrytning ur Hedvig Eleonora församling. Församlingen uppgick 1889 i Adolf Fredriks församling. 